# 布拉茨凱

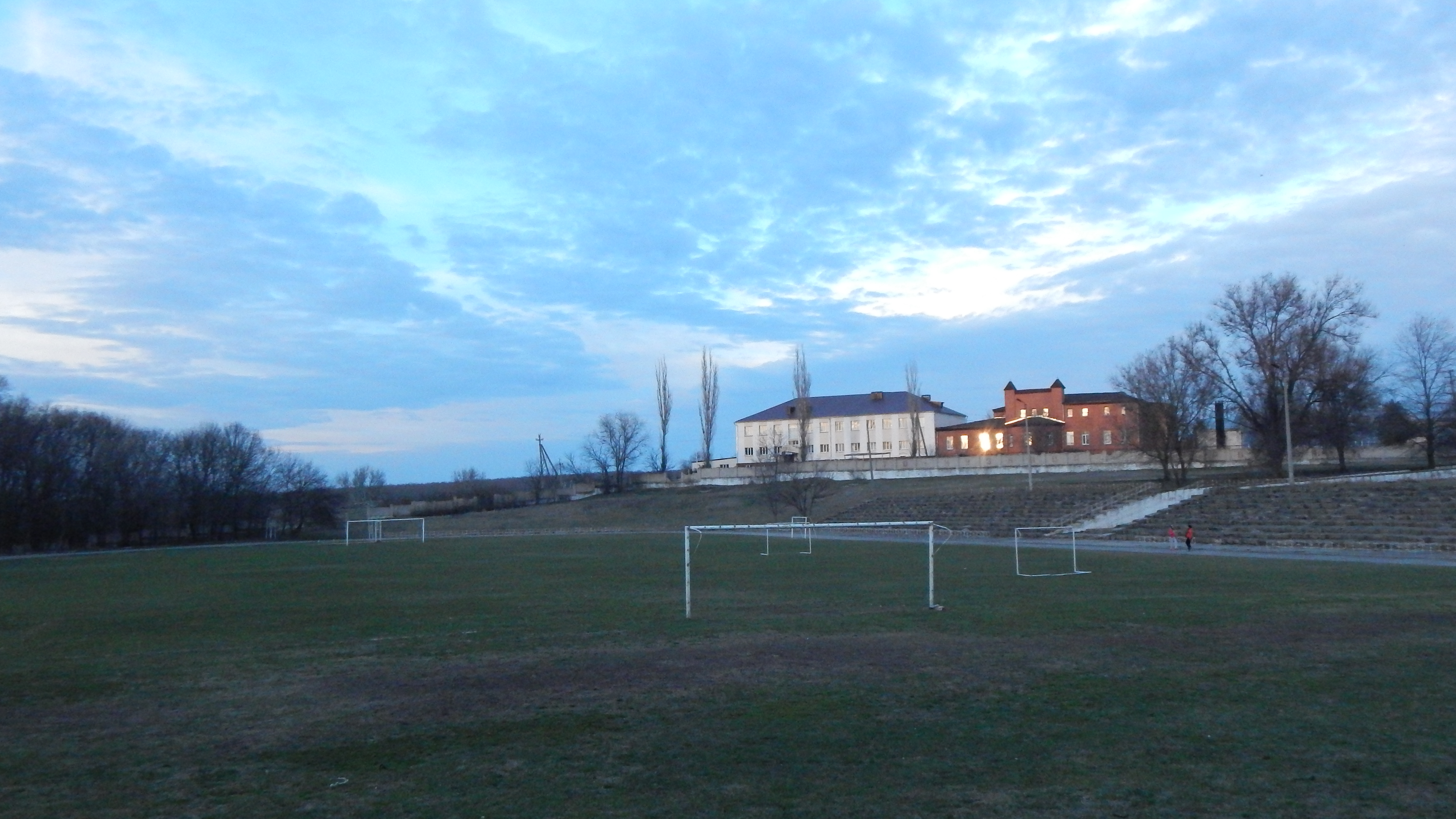
布拉茨凱

布拉茨凱（羅馬化：Bratske）又译为布拉茨科耶，是位於烏克蘭南部尼古拉耶夫州沃茲涅先斯克區布拉茨凱市鎮的鎮及該市鎮之行政中心，亦曾為布拉茨凱區被撤消前的區府。該鎮始建於1788年，面積2.91平方公里，2024年人口5,000人，人口密度每平方公里1,874.9人。